# Psków Towarowy
Psków Towarowy (ros. Псков-Товарный) – towarowa stacja kolejowa w miejscowości Psków, w obwodzie pskowskim, w Rosji. Położona jest na linii dawnej Kolei Warszawsko-Petersburskiej.